# مالمسلوت
شهر مالمسلوت (به سوئدی: Malmslätt) در بخش لینشوپینگ در کشور سوئد واقع شده‌است. جمعیت این شهر ۲۰۳۱٫۴۷  نفر است.